# 日本—巴基斯坦關係

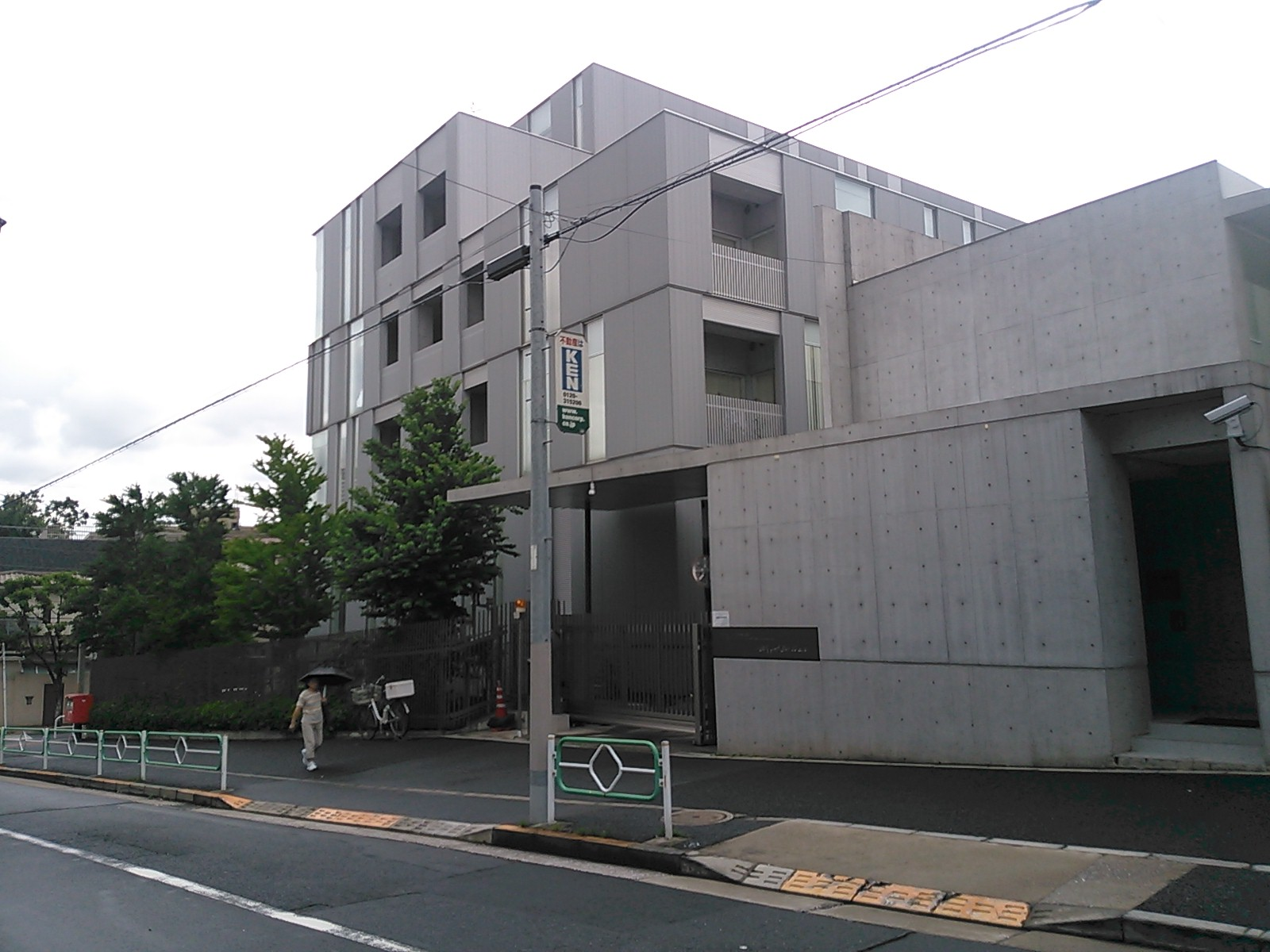
巴基斯坦驻日大使馆，东京

日本－巴基斯坦關係（乌尔都语: پاک-جاپان تعلقات‬）指的是日本与巴基斯坦之间的外交关系。根据2017年BBC的调查结果，有38％的巴基斯坦人对日本的印象较好，20％的巴基斯坦人不认为日本很亲切。目前两国均于对方首都互设大使馆，日本在卡拉奇亦设有领事馆。

## 历史
日本和巴基斯坦于1952年4月28日建交。多年来，日本和巴基斯坦之间的互惠关系继续增长，但政治和经济方面发生了变化。巴基斯坦是日本的主要贸易伙伴之一。在20世纪60年代，日本经济快速增长，1968年跃升为世界第二大经济体（至到2010年被中国超越)。 随着经济的增长，日本开始增加向巴基斯坦提供日元贷款。 日本对巴基斯坦的援助在苏联入侵阿富汗之后不断增长。 
自2010年以来，日本一直是巴基斯坦的主要经济援助国、主要贸易伙伴和外国投资目的地。 两国于1965年签署了《友好贸易条约》，2002年签署了《投资保护协定》。
两国多年来保持高度友好的关系。日本的经济援助在巴基斯坦的经济发展中起着至关重要的作用。 
两国高层定期举行会谈。2002年是建交50周年，两国举行了纪念活动。截至2014年，日本有11481名巴基斯坦人居住在日本。截至2015年，巴基斯坦共有952名日本人。

## 旅遊

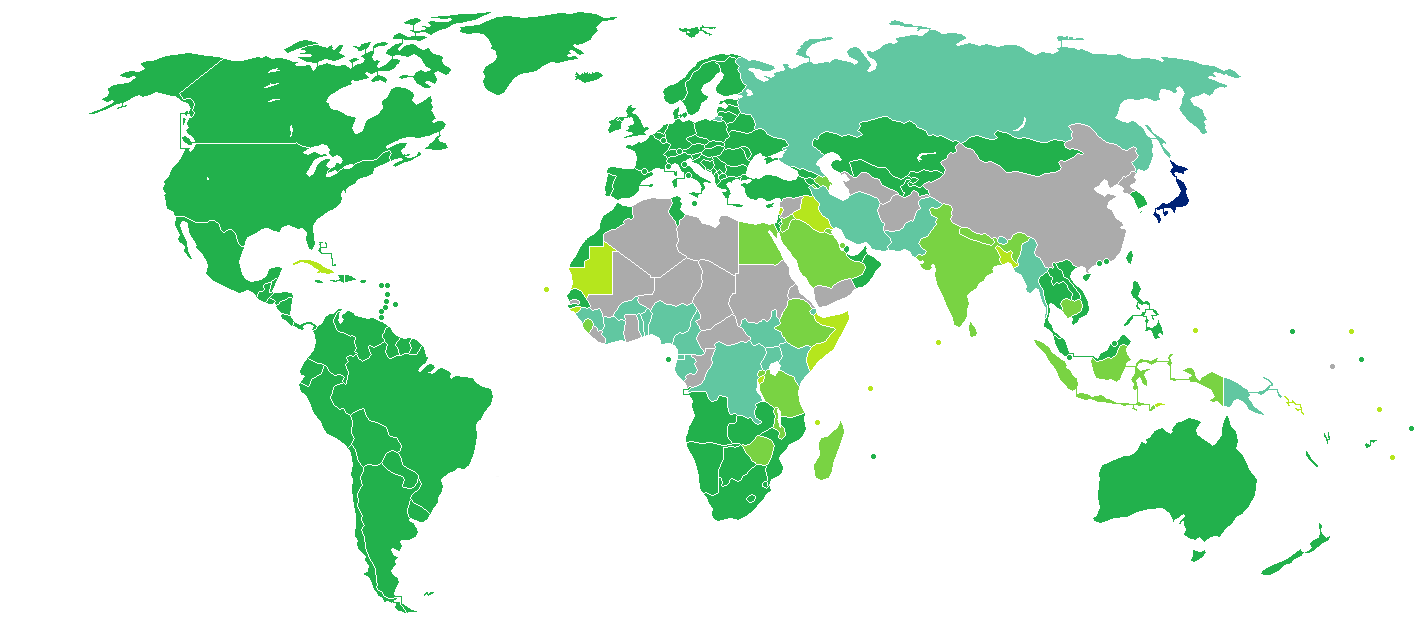
持日本護照的日本公民可以落地签证或电子签证的方式入境巴基斯坦。

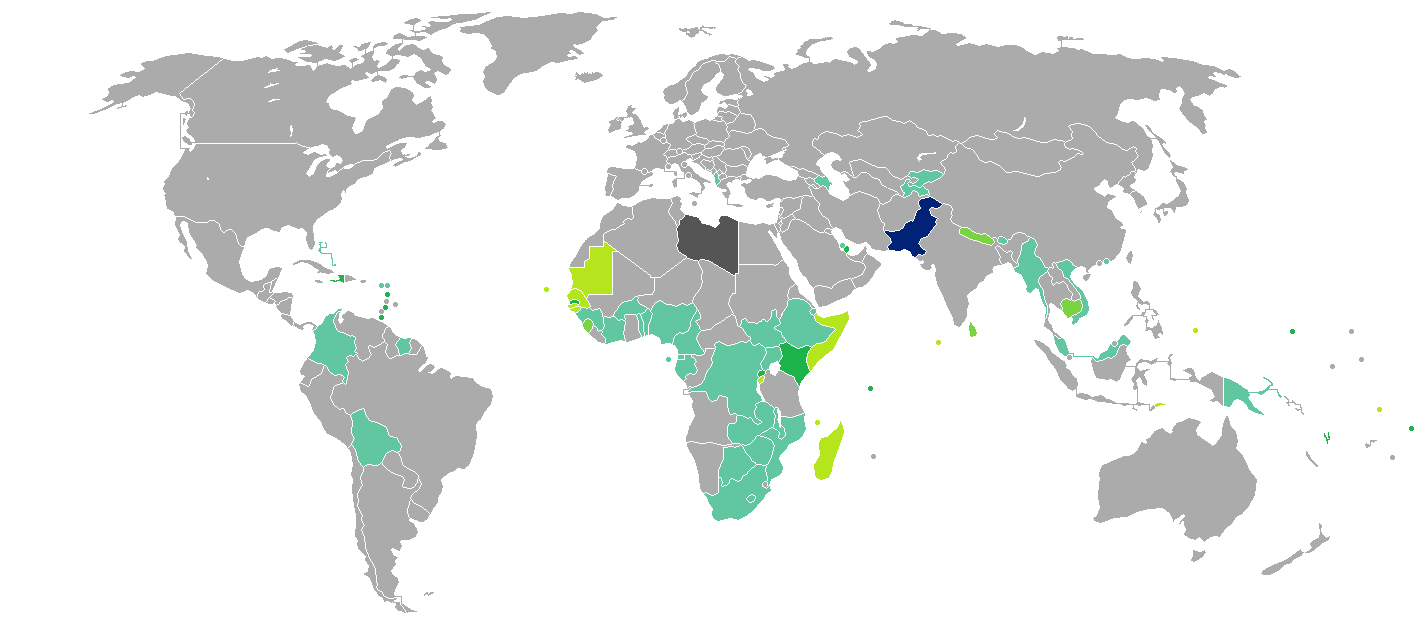
持巴基斯坦護照的巴基斯坦公民需要提前申请签证才能入境日本。

### 簽證
參見：日本簽證政策和日本公民簽證要求
以及：巴基斯坦簽證政策和巴基斯坦公民簽證要求
持有日本護照的日本公民可以电子簽證的方式入境巴基斯坦。日本公民亦可在抵达巴基斯坦时获得商务落地签证，最长停留期为30天。
持巴基斯坦護照的巴基斯坦公民则需要提前申请签证才能入境日本。巴基斯坦的公务或外交护照持有者亦需要提前申请签证才能入境日本。